# Weltmeisterschaften im Trampolinturnen 1992
Die 17. Turn-Weltmeisterschaften im Trampolinturnen fanden 1992 in Auckland, Neuseeland statt.

## Ergebnisse

### Männer Einzel
| Rang | Land        | Turner               |
| ---- | ----------- | -------------------- |
|      | Russland    | Alexander Moskalenko |
|      | Deutschland | Michael Kuhn         |
|      | Australien  | Adrain Wareham       |

### Männer Team
| Rang | Land        | Turner                                                                           |
| ---- | ----------- | -------------------------------------------------------------------------------- |
|      | Russland    | Alexander Moskalenko German Chnytschew Andrej Alexejenko Aleksandr Daniltschenko |
|      | Frankreich  | Jean-Pierre Thorn Fabrice Henrique Fabrice Schwertz Dennis Passemard             |
|      | Deutschland | Michael Kuhn Christian Kemmer Martin Kubicka Christoph Emnes                     |

### Synchron Männer
| Rang | Land     | Turner                                       |
| ---- | -------- | -------------------------------------------- |
|      | Russland | Alexander Moskalenko Alexander Daniltschenko |
|      | Dänemark | John Hansen Anders Christiansen              |
|      | Russland | German Chnytschew Andrej Alexejenko          |

### Doppel Mini-Trampolin Männer
| Rang | Land        | Turner            |
| ---- | ----------- | ----------------- |
|      | Portugal    | Jorge Pereira     |
|      | Deutschland | Steffen Eislöffel |
|      | Kanada      | Jeremy Brock      |

### Doppel Mini-Trampolin Team Männer
| Rang | Land        | Turner                                                    |
| ---- | ----------- | --------------------------------------------------------- |
|      | Deutschland | Steffen Eislöffel Pascual Robles Heiko Berger Jörg Gehrke |
|      | Portugal    | Jorge Moreira Luis Nunes Jorge Pereira Joao Ferreira      |
|      | Kanada      | Jeremy Brock Michel Greene Allister Booth Daniel Chretien |

### Tumbling Männer
| Rang | Land               | Turner              |
| ---- | ------------------ | ------------------- |
|      | Vereinigte Staaten | Jon Beck            |
|      | Polen              | Krzysztof Wilusz    |
|      | Polen              | Marcin Leszcaniecki |

### Tumbling Team Männer
| Rang | Land               | Turner                                                            |
| ---- | ------------------ | ----------------------------------------------------------------- |
|      | Vereinigte Staaten | Jon Beck Rayshine Harris Brad Davis Don Rice                      |
|      | Polen              | Krzysztof Wilusz Marcin Leszcaniecki Tomasz Kies Radoslaw Walczak |
|      | Portugal           | Sergio Nascimento Luis Nunes Nuno Pereira Francisco Pinto         |

### Damen Einzel
| Rank | Land                   | Turnerin         |
| ---- | ---------------------- | ---------------- |
|      | Russland               | Elena Merkulowa  |
|      | Russland               | Tatiana Luschina |
|      | Vereinigtes Königreich | Sue Challis      |

### Damen Team
| Rank | Land                   | Turnerin                                                         |
| ---- | ---------------------- | ---------------------------------------------------------------- |
|      | Vereinigtes Königreich | Andrea Holmes Samantha Tenn Sue Challis Lorraine Lyon            |
|      | Deutschland            | Hiltrud Roewe Tina Ludwig Sandra Beck Bafke Spang                |
|      | Frankreich             | Natalie Treil Alice Besseige Christelle Guidcelli Magali Trouche |

### Synchron Damen
| Rang | Land                   | Turner                                 |
| ---- | ---------------------- | -------------------------------------- |
|      | Vereinigtes Königreich | Lorraine Lyon Andrea Holmes            |
|      | Deutschland            | Hiltrud Roewe Tina Ludwig              |
|      | Niederlande            | Inke van Braak Babette van de Wetering |

### Doppel Mini-Trampolin Damen
| Rang | Land       | Turner       |
| ---- | ---------- | ------------ |
|      | Neuseeland | Kylie Walker |
|      | Australien | Donna White  |
|      | Australien | Robyn Forbes |

### Doppel Mini-Trampolin Team Damen
| Rang | Land       | Turner                                                            |
| ---- | ---------- | ----------------------------------------------------------------- |
|      | Neuseeland | Alana Boulton Kylie Walker Kristen Glover Paula O’Gorman          |
|      | Belgien    | Natascha Bacque Katy Claerhout Saskia Demeyer Sigy van Rentenghem |
|      | Australien | Donna White Jackie Cully Natalia Abreu Robyn Forbes               |

### Tumbling Damen
| Rang | Land               | Turner          |
| ---- | ------------------ | --------------- |
|      | Frankreich         | Chrystel Robert |
|      | Vereinigte Staaten | Kendra Stucki   |
|      | Vereinigte Staaten | Michelle Mara   |

### Tumbling Team Damen
| Rang | Land               | Turner                                                               |
| ---- | ------------------ | -------------------------------------------------------------------- |
|      | Frankreich         | Chrystel Robert Corinne Robert Christelle Giroud                     |
|      | Vereinigte Staaten | Kendra Stucki Michelle Mara Shannon Mogolis Emily Giglio             |
|      | Belgien            | Mireille Meermans Annaleen Warmoes Sigy van Rentenghem Patricia Nolf |

### Medaillenspiegel
| Rang | Nation                 | Gold | Silber | Bronze | Gesamt |
| ---- | ---------------------- | ---- | ------ | ------ | ------ |
| 1    | Russland               | 4    | 1      | 1      | 6      |
| 2    | Vereinigte Staaten     | 2    | 2      | 1      | 5      |
| 3    | Frankreich             | 2    | 1      | 1      | 4      |
| 4    | Vereinigtes Königreich | 2    | -      | 1      | 3      |
| 5    | Neuseeland             | 2    | -      | -      | 2      |
| 6    | Deutschland            | 1    | 4      | 1      | 6      |
| 7    | Portugal               | 1    | 1      | 1      | 3      |
| 8    | Polen                  | -    | 2      | 1      | 3      |
| 9    | Australien             | -    | 1      | 3      | 4      |
| 10   | Belgien                | -    | 1      | 1      | 2      |
| 11   | Dänemark               | -    | 1      | -      | 1      |
| 12   | Kanada                 | -    | -      | 2      | 2      |
| 13   | Niederlande            | -    | -      | 1      | 1      |